# ويل كير
ويل كير (بالإنجليزية: Will Kerr) هو فنان قتال مختلط أمريكي، ولد في 29 أكتوبر 1982.

## وصلات خارجية
- ويل كير على موقع شيردوغ (الإنجليزية)
- ويل كير على موقع IMDb (الإنجليزية)